# Det æ'kke te å tru
Det æ'kke te å tru är en norsk svartvit komedifilm från 1942 i regi av Toralf Sandø. I rollerna ses bland andra Leif Juster, Ernst Diesen och Erling Drangsholt.

## Handling
Ett varuhus ska hålla höstmässa och avdelningschef Ålberg och reklamchef Hagen konkurrerar om bästa idé för programmet. Ålberg stjäl teckningar från Hagen och låter tusenkonstnären Hansen bearbeta dem. När Hagen uppdagar vad som har hänt allierar han sig med Bernt och Nils.

## Rollista
- Leif Juster – Bernt
- Ernst Diesen – Nils
- Erling Drangsholt – Ålberg
- Thorleif Reiss – Harald Hagen
- Eva Lunde – Unni Borg
- Tryggve Larssen – Hansen, uppfinnare
- Guri Stormoen – fru Hansen
- Anne Lise Wang	– Vera
- Einar Vaage – Storm, direktör
- Ulf Selmer – Abel, grosshandlare
- Erling Hanson – Wang, advokat
- Jens Bolling – Olaf Borg
- Alfred Solaas – konferenciern
- Finn Bernhoft – Pedersen
- Folkmann Schaanning – barberare
- Rolf Christensen – Olsen, revisor
- Sissel Thygesen – fröken Bull	 ...
- Margit Brataas – Gina, en dansare
- Haakon Arnold – kontorist
- Ivar Cederholm – sångare
- Alfred Helgeby – en kund

## Om filmen
Det æ'kke te å tru regisserades av Toralf Sandø och är hans fjärde filmregi efter Bør Børson jr. (1938), Den forsvundne pølsemaker (1941) och Jeg drepte! (1942). Han skrev även filmens manus efter en idé av Solvejg Eriksen. Den producerades av Filminnspilling AS med Ernst Ottersen som produktionsledare. Den fotades av Kåre Bergstrøm och klipptes av Olav Engebretsen. Premiären ägde rum den 26 december 1942 i Norge.